# When I Get You Alone
When I Get You Alone is een nummer van de Amerikaanse zanger Robin Thicke uit 2003. Het is de eerste single van zijn debuutalbum A Beautiful World.
Het nummer bevat een sample uit Walter Murphy's "A Fifth of Beethoven", gebaseerd op de Vijfde Symfonie van Beethoven. "When I Get You Alone" werd vooral een hit in Italië, Oceanië en het Nederlandse taalgebied. In de Nederlandse Top 40 haalde het de 3e positie, en in de Vlaamse Ultratop 50 de 15e.